# 第1回東京音楽祭
第1回東京音楽祭（だいいっかいとうきょうおんがくさい、1st Tokyo Music Festival）は、1回目の『東京音楽祭』である。1972年5月13日、日本武道館にて世界大会が開かれ、雪村いづみがグランプリに輝いた。なお以下のデータは当時の財団法人東京音楽祭協会（会長・今日出海）発行の開催プログラム冊子（国立国会図書館・蘆原英了コレクションにて保存されている）、及びビルボード誌に記載されている事項から引用抜粋。
- 第1回東京音楽祭 - 第2回東京音楽祭

## 概要
TBS設立20周年記念事業として構想され、5月13日、日本武道館にて開催。銀賞のフリオ・イグレシアス、リック・スプリングフィールドは後に世界的アーティストへと躍進することになるが、この第1回では銀賞は無冠賞として扱われており、つまり参加賞的な受賞である。
 
参加歌手はプラカードと国旗で入場。計18組の参加。国内大会ファイナル（世界大会予選）も世界大会当日5月13日に行われたため、大変に長い時間の音楽祭になった。

グランプリ獲得の「私は泣かない」を作詞した千家和也は、作詞家になって初の大きな受賞となり、雪村いづみ、すぎやまこういち（作曲）とともにトロフィーを授与された。なおこのシーンを幼少期テレビ中継で見ていた作曲家の千住明は、「私は泣かない」の壮大さに感動し、作曲家を目指すきっかけになったと阿川佐和子との対談番組で発言している。
 
黎明期のテレビ業界に身を投じ世界の音楽業界を巻き込んだ大イベント・東京音楽祭をとり仕切った渡辺正文プロデューサーを主人公にした新聞連載小説「世界は俺が回してる（著：なかにし礼、書籍化）」の文中にある第1回大会の出場順はパンフレットでの紹介順で誤りであり、実際の音楽祭では下記のエントリー表の順序で披露されている。

## 国内大会「歌は世界に」
国内大会は「歌は世界に」というタイトルで5月13日午後3時より日本武道館で開催され、東京音楽祭の始めの一歩となった。2月より行われた予選を通過した、国内大会ファイナリスト20組により国内大会が開催され、6組（伊東ゆかり、尾崎紀世彦、トワ・エ・モワ、布施明、水原弘、雪村いづみ）が世界大会出場権を獲得した。
- 槙岡婦喜子「待つの」
- 西郷輝彦「真実の愛を求めて」
- 水原弘「マリアの愛」
- ザ・ピーナッツ「恋のカーニバル」
- ブレッド&バター「今はひとり」
- 布施明「海を見つめて」
- ブレーバー「わが青春のカトリーヌ」
- 青山一也「幸福ですか」
- 芹洋子「牧歌・その夏」
- トワ・エ・モワ「明日への出発」
- 雪村いづみ「私は泣かない」
- シモンズ「ひとつぶの涙」
- ラブ・ストーリー「恋のドブネズミ」
- 平田隆夫とセルスターズ「ハチのムサシは死んだのさ」
- GARO「美しすぎて」
- オフ・コース「おさらば」
- 加藤登紀子「日暮れにうたう唄」
- 深町純「足跡で作る橋」
- 尾崎紀世彦「ふたりは若かった」
- 伊東ゆかり「陽はまた昇る」

予選では和田アキ子「あの鐘を鳴らすのはあなた」、吉田峰子「恋の街をかえして」、バロン「あの扉の向こうに」、五木ひろし、ペドロ&カプリシャス、南こうせつとかぐや姫、森進一、佐良直美など多くの歌手が選外になっている。ほかにも予選参加者多数。

## 司会者
- 大橋巨泉
- 土居まさる
- うつみみどり

## スペシャルゲスト
ゲスト
- ニコラ・ディ・バリ Nicola Di Bari（イタリア）
- ミッシェル・デルペッシュ Michel Delpech（フランス）
- シルバーズ The Sylvers（アメリカ）
- ダニエル・ジェラール Danyel Gerard （フランス）

## 審査員
- 服部良一(審査委員長・作曲家)
- 蘆原英了（副審査委員長・音楽評論家、プログラム表記は芦原英了）
- 荻昌弘（副審査委員長・映画評論家）
- 伊奈一男（常任審査委員・音楽評論家）
- 岡野弁（常任審査委員・音楽評論家）
- 石坂浩二（俳優）
- 伊藤強（音楽評論家）
- 井上ひさし（作家）
- 奥田喜久丸（特別審査委員・映画プロデューサー）
- 奥山忠（ジャーナリスト）
- 小野満（演奏家）
- かまやつひろし（作曲家）
- 木崎義二（音楽評論家）
- 小林亜星（作曲家）
- 小西良太郎（ジャーナリスト）
- 澤田駿吾（演奏家）
- シゲ藤田（ジャーナリスト）
- 鈴木道子（音楽評論家）
- 高島忠夫（俳優）
- 高田敏子（詩人）
- 筒井康隆（作家）
- 富岡多恵子（詩人）
- 中村八大（作曲家）
- 林広二郎（全国レコード商組合連合会理事長）
- 福田一郎（音楽評論家）
- 藤間哲郎（作詞家）
- 三長謙（ジャーナリスト）
- 森田潤（ジャーナリスト）
- 八城一夫（ジャズピアニスト）
- 山本直純（作曲家）

## 外国審査員
- ハル･B･クック　(Hal B. Cook/USA、ビルボード出版社副社長 )
- ポール･モーリア　(Paul Mauriat/France、 音楽家)
- スティーブ・グリーン（Steve Green／USA、音楽評論家）
- ドミトリー・エイ・マルコフ（Dmitry A.Markov／USSR、駐日ソビエト大使館第一書記官・文化担当）
- フェルナンド・モレノ・ヘレラ（Fernand Moreno Herrera／駐日スペイン大使館参事官）
- パウロ・レアウン・デ・モウラ（Paueo Leao De Moura／駐日ブラジル大使）
- パトリック・エイ・ニュートン（Patrick A.Newton／ニールセン極東支配人）
- ワーレン・J・オブラック（Warren J.Obluck／アメリカセンター館長）
- ブライアン・スミス（Brian A.Smith／駐日カナダ大使館文化報道担当官）
- トマーゾ・トロイーゼ（Tommaso Troise／駐日イタリア大使館一等参事官）

## 招待・来賓
- マイク・カーブ　(Mike Curb/USA, MGM Chief)
- ドン・コスタ　(Don Costa/USA, Conductor)（作曲賞受賞）
- フランク・プゥルセル　(Frank Pourcel/France, Conductor)（指揮にて参加・編曲賞受賞）
- ヘンリー・ドレナン　(Henry Drennan/USA)

## 世界大会エントリー
| 出場順 | エントリー歌手                                                                                          | 参加楽曲                                                     | 受賞                                        | 国                                               |
| ------ | --- | ------------------------------------------------------------ | ------------------------------------------- | ------------------------------------------------ |
| 1      | リック・スプリングフィールド Rick Springfield                                                           | 「大空の祈り」 Speak To The Sky                              | 銀賞                                        | ( オーストラリア) AUSTRALIA                      |
| 2      | フリオ・イグレシアス Julio Iglesias                                                                     | 「孤独」 Como el álamo al camino                             | 銀賞                                        | ( スペイン) SPAIN                                |
| 3      | キャッシー・カールソン Cathy Carlson                                                                    | 「愛の終焉」 E' Fini                                         | 第2位 作曲賞                                | ( アメリカ合衆国) USA                            |
| 4      | 水原弘 Hiroshi Mizuhara                                                                                 | 「マリアの愛」 Maria No Koi                                  | 第3位                                       | ( 日本) JAPAN                                    |
| 5      | クローディア・ヴァラード Claudia Valade (Claude Valade)                                                 | 「男の為に」 Pour un Homme                                   | 第2位 歌唱賞                                | ( カナダ) CANADA                                 |
| 6      | レーナ・アンダーソン （レナ・アンデッション) Lena Andersson                                             | 「恋する明日」 Better To Have Loved (Säg det med en sång)    | 作詞賞                                      | ( スウェーデン) · SWEDEN                         |
| 7      | 布施明 Akira Fuse                                                                                       | 「海をみつめて」 Umi Wo Mitsumete                            | 第2位                                       | ( 日本) JAPAN                                    |
| 8      | ジェラール・マニュエル Gerard Manuel                                                                    | 「恋のサンフランシスコ」 San Francisco, L'annee Derniere     | 編曲賞                                      | ( フランス) FRANCE                               |
| 9      | エド・ウェルチ Ed Welch                                                                                 | 「エンジェル」 Angel                                         | 銀賞                                        | ( イギリス) UK                                   |
| 10     | アントニーナ・ジュマコワ Antonina Zhmakova Антонина Жмакова                                             | 「星に向かって」 Zvezdam Navstrechu Звездам навстречу        | 第3位 歌唱賞                                | ( ソビエト連邦) USSR                             |
| 11     | トワ・エ・モワ Toi et Moi                                                                               | 「明日への旅立ち」 Asu Eno Tabidachi                         | 第3位                                       | ( 日本) JAPAN                                    |
| 12     | クローディア Claudia (Claudia Gorden)                                                                   | 「風にそよぐ私」 A Touch Of Wind (Ein Blatt Im Wind)         | 銀賞                                        | ( ドイツ) WEST GERMANY                           |
| 13     | 雪村いづみ Izumi Yukimura                                                                               | 「わたしは泣かない」 I will Not Cry (Watashi Wa Nakanai)     | グランプリ (当時の名称は世界ポピュラー大賞) | ( 日本) JAPAN                                    |
| 14     | アイク・コール Ike Cole                                                                                 | 「思いなおして」 If Your Ever Change Your Mind               | 第3位                                       | ( アメリカ合衆国) USA                            |
| 15     | 尾崎紀世彦 Kiyohiko Ozaki                                                                               | 「ふたりは若かった」 We Were Too Young (Futari Wa Wakakatta) | 第3位                                       | ( 日本) JAPAN                                    |
| 16     | インガ・キャロリン・トメッセン＆グレース・ユリコ・フクダ Inga Caroline Thommessen & Grace Yuriko Fukuda | 「おわかれ」 Come Away                                       | 特別賞 (外国審査員団賞)                     | ( ノルウェー) · NORWAY · ( アメリカ合衆国) · USA |
| 17     | ジョン・マイク・アーロウ John Mike Arlow (Michaja Burano)                                               | 「信じて待ちます」 Melanconia                                | 第3位                                       | ( イタリア) ITALY                                |
| 18     | 伊東ゆかり Yukari Ito                                                                                   | 「陽はまた昇る」 Hi Wa Mata Noboru                           | 第2位 歌唱賞                                | ( 日本) JAPAN                                    |

## エピソード
- クローディア・ヴァラードは坂本九の「上を向いて歩こう」のフランス語カヴァーを歌ったカナダのフランス語圏歌手である。参加曲「男の為に」は、グランプリに次ぐ第2位受賞後、邦題「朝もやのなかで」で日本発売。ペドロ&カプリシャスのカバーも存在する。
- スペインのフリオ・イグレシアスは自身の作品となる参加曲を日本語で歌唱した。
- オーストラリアから参加のリック・スプリングフィールドは、参加曲「大空の祈り」の1番を日本語で歌った。現在でも来日コンサートをする度に1フレーズだけ歌うが、通しでの当初の日本語歌詞がはっきりしていないのもあり、歌えるフレーズ以外は覚えていないようである。
- ノルウェーの歌手インガ・キャロリン・トメッセンは当時日本在住で国際スクールに在籍していたことがあり、当時の参加は日系アメリカ人グレース・ユリコ・フクダとユニットを組んで参加。インガは7月のNHK歌番組「ステージ101」に出演している。東京音楽祭史上で同国出身同士でないユニット参加者は第１２回大会のジョー・コッカー&ジェニファー・ウォーンズ（イギリス／アメリカ）とこのインガ・キャロリン・トメッセン＆グレース・ユリコ・フクダ（ノルウェー／アメリカ）の２組しかいない。

- イギリスから参加のエド・ウェルチは、その後「機関車トーマス」などの作曲家として活躍している。
- アイク・コールはナット・キング・コールの弟であり、アイザック・コール名でピアノでも知名度がある。ジュリー・ウォレスで当時流行ったマンダムCM「男の世界」を歌った二人目の歌手。
- フランスから初来日のジェラール・マニュエル出場曲「恋のサンフランシスコ」は、女優の梅田智子によって日本語カバー曲も発売された。
- ジョン・マイク・アーロウは参加曲を一部日本語で歌唱。シングル盤はイタリア語と日本語でそれぞれ同曲。
- キャッシー・カールソン歌唱曲は音楽プロデューサードン・コスタ作曲であるが、来日時に娘のニッカ・コスタが誕生（1972年6月4日、東京生まれ、シンガーソングライター）。キャッシー・カールソンの歌唱曲「E Fini」は、夫婦ユニットのスティーブ・ローレンスとイーディ・ゴーメ及びマイク・カーブ・コングリゲーションのアルバムにも収録されている。